# ミニマム級
ミニマム級（ミニマムきゅう、英: minimum weight）、ストロー級（英: straw weight）、またはミニフライ級（英: mini fly weight）は、ボクシングなどの格闘技で用いられる階級の1つ。「ストロー」は「藁」を、「ミニマム」は「最小限」を意味する。

## ボクシング
プロボクシングでの契約ウェートは105ポンド (47.627kg) 以下で、男子の全17階級中最軽量級の階級。
ミニマム級はWBAでの呼び方で、WBCではストロー級、IBFおよびWBOではミニフライ級と呼んでおり統一されていない（WBCも1998年から2002年頃までミニマム級、2020年頃までミニフライ級だった。WBOも2006年頃まではストロー級を使用していた）。日本での呼び方は、ミニフライ級・ストロー級と呼ばれていたのが1999年からはミニマム級に統一された。しかしストロー級時代に世界王者となった大橋秀行は日本プロボクシング協会会長就任後に「ミニが弱々しく聞こえる」としてストロー級の復活を提言していた。
女子の一部団体では一つ下の階級としてアトム級（102ポンド (46.266kg)、WBC・WBO・WIBAでの呼称）が設けられた。女子単独団体ではアトム級に当たる階級をミニマム級またはストロー級と呼ぶ事も。なお、日本女子についてはミニフライ級と呼んでいたが、WBAに限りミニマム級を使用しており統一されていなかった。しかし、日本女子王座新設の翌年である2018年より男子同様のミニマム級に統一されることになった。かつての日本女子ボクシング協会でもミニフライ級と呼んでいた。
1986年に創設された最も新しい階級で、WBCの初代ミニマム級王者は、当時18歳9か月の日本記録で獲得した井岡弘樹（グリーンツダ）。またWBA同級の初代王者は、ミニマム級からスーパーフライ級までの4階級を制覇し更にバンタム級含む5階級で指名挑戦権を行使したレオ・ガメス。2012年にはWBC王者井岡一翔（井岡）とWBA王者八重樫東（大橋）の間で日本初となる世界正規王者同士の王座統一戦が執り行われ、勝利した井岡により日本初の分立団体間の王座統一を果たした。女子ではシュガーみゆきの日本人初世界王座、菊地奈々子の日本人初WBC王座をいずれもこの階級で獲得しており、JBC公認下で初の女子ミニマム級世界王者は多田悦子（フュチュール）。
この階級の世界王座最多防衛記録はリカルド・ロペス（メキシコ / WBC）の22度、女子はアナベル・オルティス（メキシコ / WBA）の12度。日本の選手の最多防衛記録は、新井田豊（横浜光 / WBA）の7度、女子は多田悦子（フュチュール / WBA）の9度。

## 総合格闘技
総合格闘技ではストロー級が正式名称。契約ウェートは115ポンド (52.163kg) 以下で、全14階級中最軽量級の階級。2015年7月29日にボクシング・コミッション協会によって正式に規定された。
UFC等のメジャー団体ではストロー級（ミニマム級）を設置していない。

## ムエタイ
ムエタイではミニフライ級と呼ばれている。契約ウェートは105ポンド (47.627kg) 以下で、全19階級中最軽量級の階級。世界ムエタイ評議会により規定されている。